# محمود خليل القارئ
محمود خليل عبد الرحمن القارئ إمام جامع القبلتين في المدينة المنورة وإمام المسجد النبوي المكلف سابقاً، وهو ابن خليل القارئ.

## حياته
ولد محمود خليل القارئ في المدينة المنورة ونشأ بها. حفظ القرآن وهو في العاشرة من عمره، وقد حصل على إجازة فيه من والده المقرئ خليل القارئ، كما تلقى تعليمه بجميع مراحله في مدارس تحفيظ القرآن في المدينة المنورة، كما حصل على درجة البكالوريوس في كلية القرآن الكريم والدراسات الإسلامية.
صدرت الموافقة بتكليفه بإمامة المصلين بالمسجد النبوي وذلك في صلاة التراويح خلال شهر رمضان سنة 1438هـ، كما شارك كذلك في إمامة المصلين في المسجد النبوي في صلاة التراويح خلال شهر رمضان سنة 1439هـ. وقد استمر في إمامة المصلين بمسجد القبلتين حتى وفاته.

## وفاته
تُوفي صباح يوم السبت 26 ذو القعدة 1443 هـ الموافق 25 يونيو 2022 في المدينة المنورة وذلك في العناية المركزة بأحد المستشفيات بعد أن تعرض لوعكة صحية، وتقررت الصلاة عليه بعد صلاة المغرب من نفس اليوم في المسجد النبوي والدفن في بقيع الغرقد.